# Dicoryphe
Dicoryphe Thouars – rodzaj roślin należący do rodziny oczarowatych (Hamamelidaceae R. Br. in Abel). Obejmuje 13 gatunków występujących endemicznie na Madagaskarze, Majotcie i Anjouan.

## Systematyka
Pozycja systematyczna według APweb (aktualizowany system APG III z 2009)
Rodzaj ten należy do podrodziny Hamamelidoideae Burnett w obrębie rodziny oczarowatych (Hamamelidaceae R. Br. in Abel) z rzędu skalnicowców (Saxifragales Dumort.).
Wykaz gatunków
| - Dicoryphe angustifolia Tul. - Dicoryphe buddlejoides Baker - Dicoryphe gracilis Tul. - Dicoryphe guatteriifolia Baker - Dicoryphe lanceolata Tul. - Dicoryphe laurifolia Baker - Dicoryphe laurina Baill. | - Dicoryphe macrophylla Baill. - Dicoryphe noronhae Tul. - Dicoryphe platyphylla Tul. - Dicoryphe retusa Baker - Dicoryphe stipulacea J.St.-Hil. - Dicoryphe viticoides Baker |